# دنیلو السعید
دنیلو السعید (انگلیسی: Danilo Al-Saed؛ زادهٔ ۲۴ فوریهٔ ۱۹۹۹) بازیکن فوتبال متولد سوئد اهل عراق است.
وی همچنین در تیم ملی فوتبال عراق بازی کرده‌است.